# آدام ساروتا
آدام ساروتا (هلندی: Adam Sarota؛ زاده ۲۸ دسامبر ۱۹۸۸) یک بازیکن فوتبال اهل لهستان است.